# Вайсберг, Леонид Эммануилович
Леони́д Эммануи́лович Ва́йсберг (1906—1970) — советский инженер и хозяйственный деятель, лауреат Сталинской премии третьей степени (1943).

## Биография
Член ВКП(б) с 1926 года. В 1931 году окончил Днепропетровский металлургический институт по специальности инженер-прокатчик. В 1932—1935 годах — помощник начальника цеха, начальник цеха завода им. Дзержинского. В период 1935—1938 годов — начальник цеха, главный инженер Магнитогорского металлургического комбината. В 1938—1939 находился под арестом с обвинением в руководстве троцкистской организацией. В 1940—1945 годах — главный инженер КМК имени И. В. Сталина, руководитель производства особопрочной стали для танков. В 1945—1954 годах — директор НТМЗ. В последние годы жизни работал в Госплане СССР.

## Награды
- Сталинская премия третьей степени (1943) — за разработку и освоение новой высокопроизводительной технологии проката металла (премию передал в Фонд обороны).
- три ордена Ленина (1935, 1941, 1945).
- орден Трудового Красного Знамени (1941).
- орден Кутузова II степени (1945).